# Buciumeni (Ungheni)
Buciumeni è un comune della Moldavia situato nel distretto di Ungheni di 1.426 abitanti al censimento del 2004.

## Località
Il comune è formato dall'insieme della seguenti località (popolazione 2004):
- Buciumeni (355 abitanti)
- Buciumeni loc. st. (343 abitanti)
- Floreşti (728 abitanti)